# George Hollis (cầu thủ bóng đá)
George Hollis (1869 – sau 1897) là một cầu thủ bóng đá người Anh từng thi đấu ở vị trí thủ môn.
Sinh ra ở Kenilworth, Warwickshire, Hollis là thủ môn dự bị cho Chris Charsley ở Small Heath và đội tuyển Anh. Ông chỉ là một cầu thủ nghiệp dư do bận công việc tại sở Cảnh sát Thành phố Birmingham. Ông có 49 lần ra sân ở mọi đấu trường, bao gồm 17 lần ở mùa giải cuối của Small Heath ở Football Alliance và 31 lần trong 2 mùa giải đầu tiên tại Football League. Năm 1894, Hollis lại trở về nghiệp dư và ông gia nhập Bournbrook F.C., giải nghệ năm 1897.

## Danh hiệu
cùng với Small Heath
- Vô địch Football League Second Division: 1892–93
- Á quân Football League Second Division: 1893–94